# Скляний дім
41°08′33″ пн. ш. 73°31′46″ зх. д. / 41.142425° пн. ш. 73.5294° зх. д.
Скляний дім або будинок Джонсона —  будинок-музей на Понус-Рідж-роуд у Нью-Канаані, штат Коннектикут, побудований у 1948–1949 роках. Він був спроєктований архітектором Філіпом Джонсоном як власна резиденція. 
«Скляний дім» «загалом вважається похідним від» будинку Фарнсворта в Плано, штат Іллінойс, створеного Людвігом Місом ван дер Рое. Джонсон був куратором виставки робіт Міса ван дер Рое в Музеї сучасного мистецтва в 1947 році, на якій була представлена модель скляного будинку Фарнсворта.   Будівля є прикладом мінімальної структури, геометрії, пропорцій, ефектів прозорості та відображення. Маєток включає в себе інші будівлі, спроектовані Джонсоном У 1997 році він був визнаний національною історичною пам’яткою .  
Будинок є прикладом використання промислових матеріалів у дизайні будинку, таких як скло та сталь. Джонсон прожив тут 58 років; 45 років зі своїм давнім компаньйоном Девідом Вітні, мистецтвознавцем і куратором, який допоміг розробити ландшафтний дизайн.   

## Будинок
Будинок здебільшого прихований від вулиці, знаходиться за кам'яною стіною з видом на ставок. Трав'яно-гравійні смуги ведуть до будівлі.   Кухня, їдальня та спальня були в одній скляній кімнаті Пізніше будівлю зі скляними стінами використовували лише для розваг.  Зовнішні сторони  виконані зі сталі та скла.   Інтер'єр відкритий з простором, розділеним низькими шафами з горіхового дерева; цегляний циліндр містить ванну кімнату.

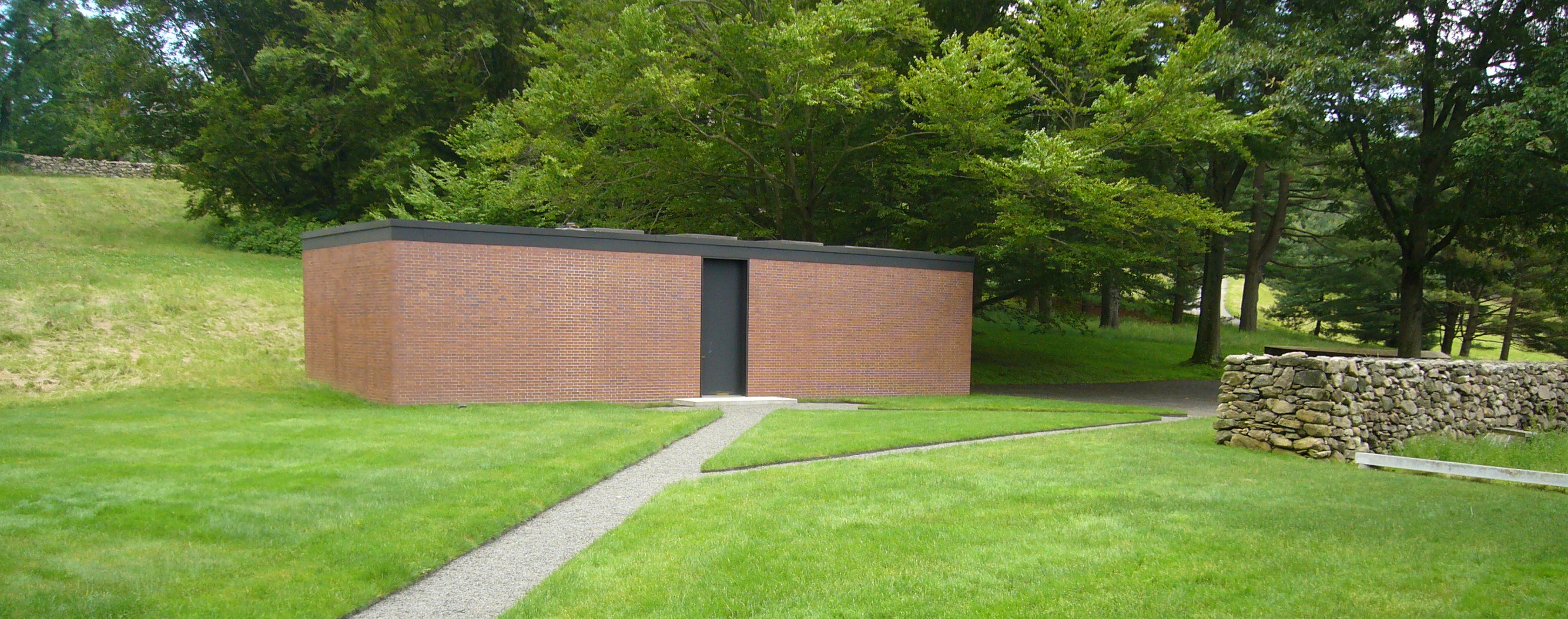
Цегляний будинок слугував гостинним будинком

Будинок будувався за ідеями німецьких архітекторів 1920-х років. У будинку зі скла краєвиди є його «шпалерами»  Джонсона також надихнув дизайн будинку Фарнсворта Міса ван дер Рое . Скляний будинок містить колекцію предметів Баухаузу.
До маєтку Джонсона також входять 14 споруд, спроектованих Джонсоном, у тому числі «Цегляний будинок» (1949–1950), який слугує гостьовим будинком, Павільйон на ставку (1962), Галерея живопису (1965) з американським мистецтвом 20-го століття, Галерея скульптур (1970) з американським мистецтвом 20-го століття, кабінет (1980), будинок привидів (1982), вежа Кірштайн (1985) (названа на честь друга Джонсона.
Цегляний будинок  прямокутний, звернений до Скляного дому, але сусідня бетонна кругла скульптура Дональда Джадда (без назви, 1971) і невеликі круглі басейни по обидва боки від нього пом’якшують ефект прямокутника, хоча конструкції та об’єкти по всьому маєтку розташовані так, щоб показати візерунки кривих і кутів. 

## Рецепція

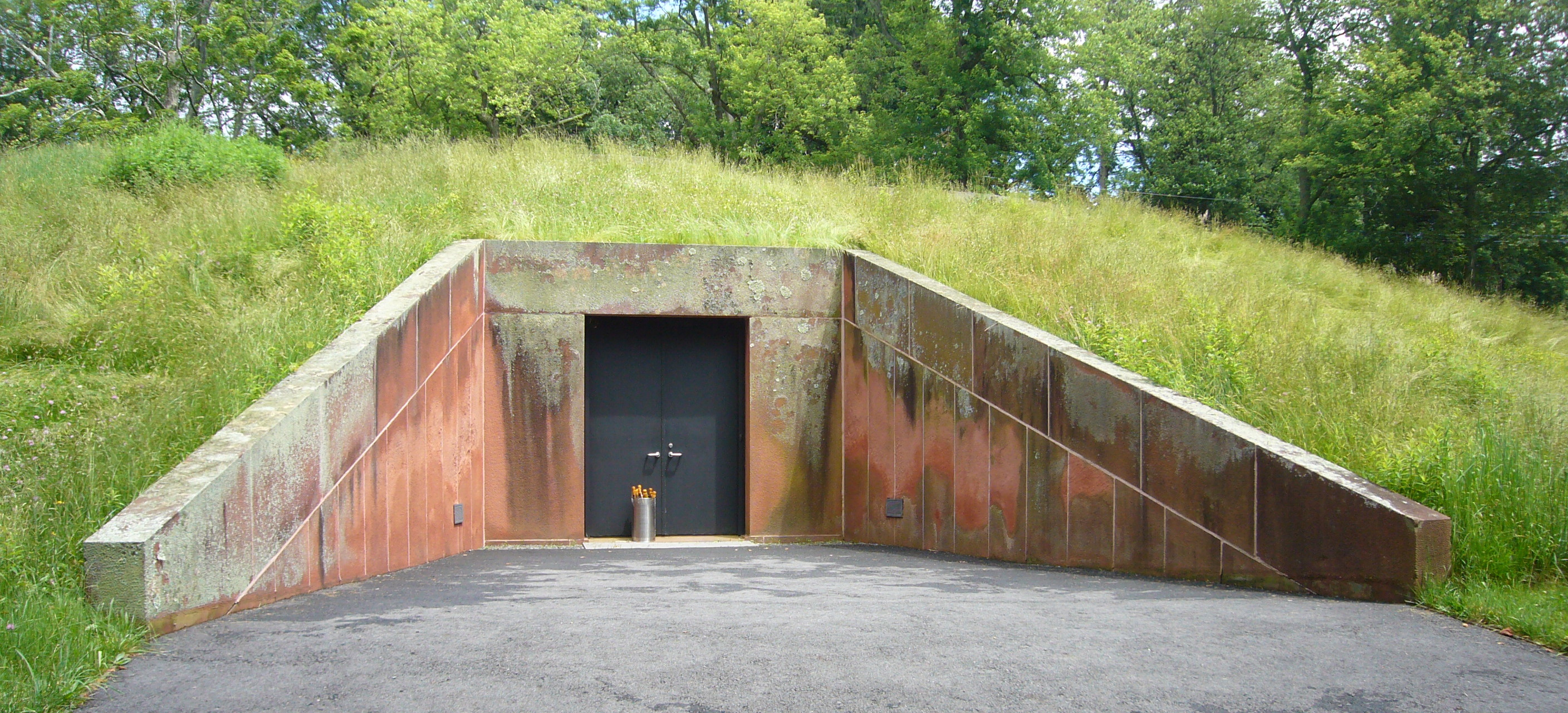
Вхід до Галереї живопису

Незважаючи на це, будівля є «законним естетичним тріумфом», зі скляними стінами, які красиво накладаються силуети та відображені зображення, що накладаються одне на одне, писав критик.  Оуссофф розкритикував підземну картинну галерею як надто «темну та похмуру» і похвалив скульптурну галерею як приємно відкриту та відкинув критику про те, що тіні, які відкидають крокви під мансардними вікнами, спотворюють вигляд скульптури — він вважав, що мінливі тіні покращують твір мистецтва. 
Погана енергоефективність Glass House широко обговорювалася. 

## Екскурсії

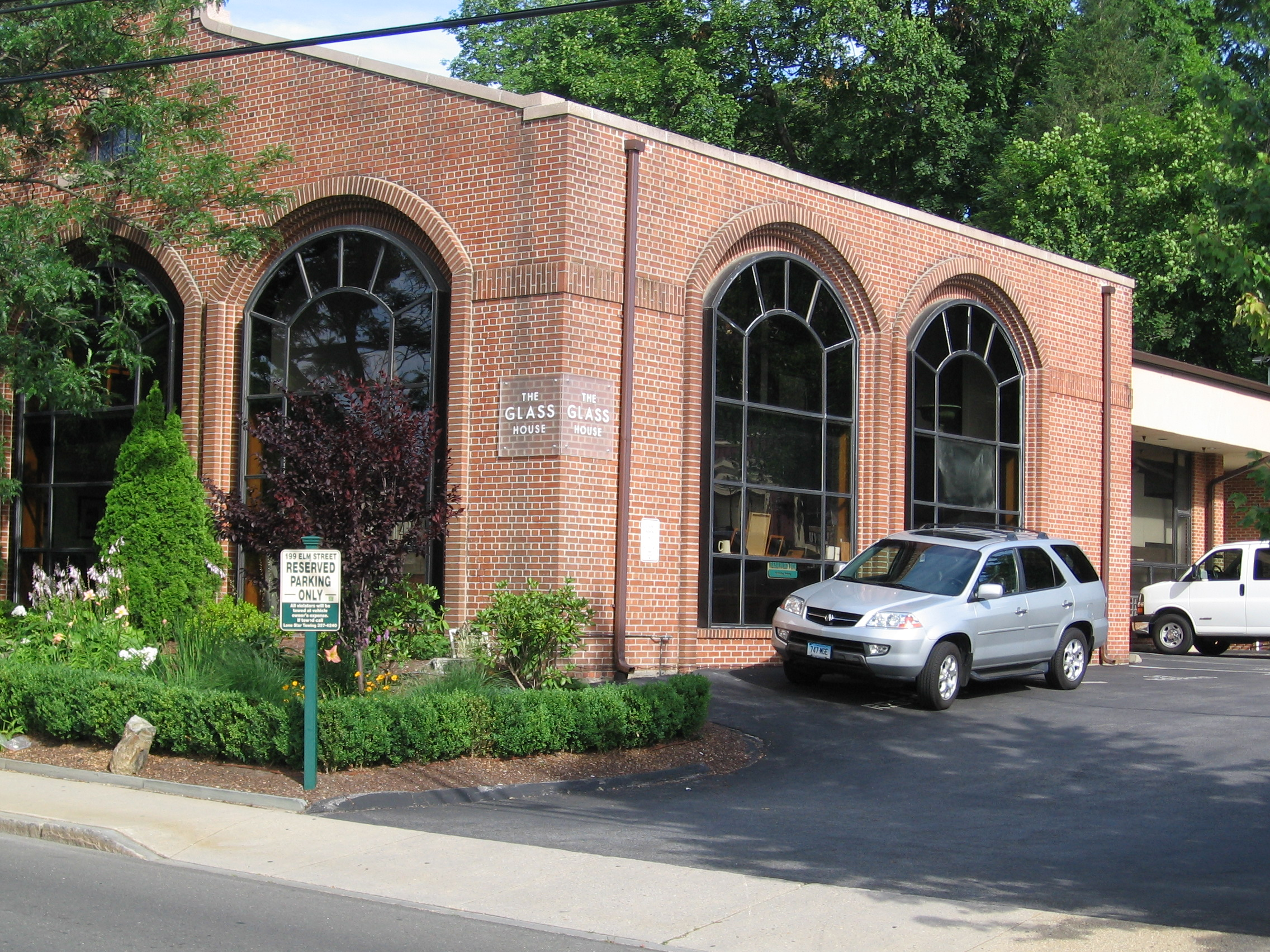
Туристичний центр у центрі Нью-Ханаана

Екскурсійні групи обмежені до 15 осіб. Екскурсії починаються й закінчуються в Центрі для відвідувачів у центрі міста Нью-Канаан, штат Коннектикут , де транспортні засоби перевозять кожну групу до місця поблизу кордону Нью-Канаан – Стемфорд . «Стандартні» екскурсії тривають 90 хвилин, зйомка зі спалахом заборонена.   Спеціальні заходи включають пікнік «Обідати з дизайном» і кінофестиваль.
Центр для відвідувачів був розроблений, щоб відобразити простеньку естетику Джонсона, включає в себе «медійну стіну» з кількома циклами відео, що працюють одночасно на стіні з 24 екранами комп’ютерів.  